# Crockerella conradiana
Crockerella conradiana är en snäckart som först beskrevs av William More Gabb 1869.  Crockerella conradiana ingår i släktet Crockerella och familjen kägelsnäckor. Inga underarter finns listade i Catalogue of Life.